# Sterculia monticola
Sterculia monticola är en malvaväxtart som beskrevs av Gottfried Wilhelm Johannes Mildbraed. Sterculia monticola ingår i släktet Sterculia och familjen malvaväxter.

## Underarter
Arten delas in i följande underarter:
- S. m. laxiflora
- S. m. schoddei